# Kei Itō
Kei Itoh est une pianiste classique japonaise née à Nagoya en 1959.
Diplômée du Tōhō Gakuen Daigaku en 1977, elle termine ses études au Salzburg Mozarteum et à la Hochschule für Musik, Theater und Medien Hannover. Elle remporte l'édition 1979 du Concours international de piano d'Épinal et le Concours international de Munich en 1983.
Elle a reçu le XIXe prix annuel de l'« Association Chopin Japon » (1993) et le prix d'encouragement pour les arts de la ville de Yokohama en 1994. Professeure associée à l'Université des arts de Tokyo, elle demeure active en tant que pianiste de concert.
Elle joue au Caire avec le violoniste Tomoko Kato le 4 novembre 2000 dans la petite salle de l'Opéra du Caire.

## Source de la traduction
- (en) Cet article est partiellement ou en totalité issu de l’article de Wikipédia en anglais intitulé « Kei Itoh » (voir la liste des auteurs).